# Amnanu
Amnanu fou una tribu amorita, una de les quatre tribus anomenades del sud o bensimalites, que va tenir els seus territoris a l'entorn d'Uruk, Larsa i Sippar. Les altres tribus eren el Ubrabu (Uprabu) establerts a Larsa i algun altre lloc, Iakhurru (o Iakhuru) establerts a Sippar, i Iarukhu (Yarikhu, associats amb una regió entre el Khabur i el Tigris); els Rabbu o Rababu i apareixen incloses de vegades. El rei de Tuttul, els territoris del qual s'estenien a l'oest del Balikh, era anomenat també reu de Maat Amnaniim (Terra d'Amnanu).
El nom va reaparèixer sota Shamashshumaukin de Babilònia (669-647 aC) que va agafar el títol de rei d'Accàdia i Sumèria i rei d'Amnanu. Hammel pensa que Amnanu podria referir-se a un territori a la frontera de Babilònia amb Elam. Alguns associen els amnanu amb els akhlamu arameus.